# Малабарски групер
Малабарският групер (Epinephelus malabaricus) е вид лъчеперка от семейство Серанови (Serranidae). Видът е почти застрашен от изчезване.

## Разпространение
Видът е разпространен в Индо-Тихоокеанския регион. Навлязъл е в Средиземно море от Червено море през Суецкия канал.